# Vụ Tổng hợp kinh tế quốc dân (Việt Nam)
{{Infobox organization|name=Vụ Tổng hợp kinh tế quốc dân|main_organ=|region_served=|membership=|language=Tiếng Việt|leader_title=Vụ trưởng|leader_name=|leader_title2=|headquarters=Số 6B đường Hoàng Diệu, phường Quán Thánh, quận Ba Đình|leader_name2=|parent_organization=Bộ Tài chính|affiliations=|num_staff=|num_volunteers=|budget=|website=|location=Hà Nội  Việt Nam|malt=|purpose=|status=Hợp pháp, hoạt động|type=Cơ quan nhà nước|extinction=|formation=1/11/1995|motto=|abbreviation=|mcaption=|image=
Vụ Tổng hợp kinh tế quốc dân là cơ quan trực thuộc Bộ Tài chính, giúp Bộ trưởng thực hiện chức năng quản lý nhà nước về tổng hợp kế hoạch phát triển kinh tế - xã hội và đầu tư.
Vụ Tổng hợp kinh tế quốc dân thành lập ngày 1/11/1995, theo Nghị định số 75-CP ngày 1/11/1995 của Chính phủ.
Chức năng, nhiệm vụ, quyền hạn và cơ cấu tổ chức của Vụ Tổng hợp kinh tế quốc dân được quy định tại Quyết định số 888/QĐ-BKHĐT ngày 15/5/2023 của Bộ trưởng Bộ Kế hoạch và Đầu tư.

## Nhiệm vụ và quyền hạn
Theo Điều 2, Quyết định số 888/QĐ-BKHĐT ngày 15/5/2023 của Bộ trưởng Bộ Kế hoạch và Đầu tư, Vụ Tổng hợp kinh tế quốc dân có các nhiệm vụ, quyền hạn chính:
1. Chủ trì, phối hợp với các đơn vị liên quan:
- Về kế hoạch phát triển kinh tế - xã hội:

1. Tổ chức nghiên cứu, hướng dẫn, xây dựng và tổng hợp kế hoạch phát triển kinh tế - xã hội 5 năm và hằng năm;
2. Tổng hợp, theo dõi, đánh giá tình hình thực hiện kế hoạch phát triển kinh tế - xã hội định kỳ hằng tháng, quý, năm, giữa kỳ và 5 năm;
3. Tổng hợp chung các cân đối vĩ mô chủ yếu của nền kinh tế quốc dân, bao gồm: Cân đối tích lũy và tiêu dùng; cân đối về tài chính, tiền tệ; vay và trả nợ nước ngoài; ngân sách nhà nước; vốn đầu tư phát triển toàn xã hội;
4. Dự thảo các văn kiện kế hoạch phát triển kinh tế - xã hội, bao gồm: Kế hoạch phát triển kinh tế - xã hội 5 năm và hằng năm, chương trình hành động của Chính phủ thực hiện kế hoạch phát triển kinh tế - xã hội sau khi được Quốc hội thông qua và các văn kiện khác theo yêu cầu của Bộ trưởng;
5. Nghiên cứu, tổng hợp các chủ trương, cơ chế, chính sách, các biện pháp chỉ đạo điều hành thực hiện kế hoạch phát triển kinh tế - xã hội của Chính phủ, Thủ tướng Chính phủ.

- Về kế hoạch đầu tư công:

1. Tổng hợp kế hoạch và báo cáo tình hình thực hiện kế hoạch đầu tư công trung hạn và hằng năm;
2. Xây dựng nguyên tắc, tiêu chí và định mức phân bổ chi đầu tư phát triển nguồn ngân sách nhà nước;
3. Tổng hợp vốn đầu tư phát triển toàn xã hội và vốn đầu tư thuộc ngân sách nhà nước theo ngành, lĩnh vực;
4. Tổng hợp các khoản chi từ dự phòng ngân sách trung ương, chi ứng trước cho các dự án đầu tư theo quy định của pháp luật về đầu tư công;
5. Tham gia ý kiến về phương án sử dụng số tăng thu và tiết kiệm chi của ngân sách trung ương, trong đó bao gồm cả việc phân bổ cho các dự án đầu tư quan trọng (nếu có).

- Về công tác Quốc hội và cử tri:

1. Tổng hợp, theo dõi nội dung kỳ họp Quốc hội, phiên họp của Ủy ban Thường vụ Quốc hội, Hội đồng Dân tộc và các Ủy ban của Quốc hội;
2. Tổng hợp trình Bộ trưởng nội dung trả lời chất vấn của Đại biểu Quốc hội, kiến nghị của cử tri; kết quả giải quyết, trả lời chất vấn của Đại biểu Quốc hội, kiến nghị của cử tri thuộc lĩnh vực kế hoạch và đầu tư;
3. Chuẩn bị nội dung, phục vụ Bộ trưởng tiếp xúc cử tri.

2. Làm đầu mối tổng hợp kế hoạch của Văn phòng Chủ tịch nước, Văn phòng Chính phủ, Văn phòng Quốc hội, Văn phòng Trung ương Đảng, Học viện Chính trị Quốc gia Hồ Chí Minh, Bộ Kế hoạch và Đầu tư, Bộ Ngoại giao, Thanh tra Chính phủ, Ủy ban Trung ương Mặt trận Tổ quốc Việt Nam và ngành Quản lý nhà nước phần đầu tư cho cơ quan đại diện Việt Nam ở nước ngoài.
3. Thực hiện các nhiệm vụ khác theo phân công của Bộ trưởng.

## Lãnh đạo Vụ[2]
- Vụ trưởng: Đinh Trọng Thắng
- Phó Vụ trưởng:

1. Cao Thị Minh Nghĩa
2. Trần Thành Long
3. Nguyễn Xuân Minh

## Cơ cấu tổ chức
(Theo Điều 3, Quyết định số 888/QĐ-BKHĐT ngày 15/5/2023 của Bộ trưởng Bộ Kế hoạch và Đầu tư)
- Phòng Tổng hợp và Đầu tư công
- Phòng Tổng hợp kinh tế ngành và Xã hội
- Phòng Tổng hợp kinh tế vĩ mô